# Лян Хунчжи
Лян Хунчжи́ (кит. трад. 梁鴻志, упр. 梁鸿志, пиньинь Liáng Hóngzhì, 8 декабря 1882, Чанлэ, Фучжоуская управа, Фуцзянь, империя Цин — 6 ноября 1946, Шанхай, Китайская республика) — китайский политический деятель. Во время Второй мировой войны, возглавлял коллаборационистское Реформированное правительство Китайской Республики в Нанкине, поддерживал режим Ван Цзинвэя.

## Биография
Лян родом из уезда Чанлэ провинции Фуцзянь. Будучи ребёнком, в 1888-1890 годах жил в Японии, куда его отец был отправлен с политической миссией, как представитель Великой Цинской Империи. В 1903 году сдал Государственные экзамены и в 1905 году поступил в Пекинский университет.
В 1908 году, после окончания обучения, был назначен на чиновничий пост в провинции Шаньдун. После Синьхайской революции и создания Китайской Республики, он работал в националистическом правительстве Юань Шикая. После смерти Юань Шикая, он перешёл на службу к полевому командиру Дуань Цижую, лидеру Аньхойской клики, работая в качестве секретаря Дуань Чжигуя. После поражения клики в войне с Чжилийской кликой, бежал в японскую концессию в Тяньцзине.
Лян Хунчжи вернулся в Пекин лишь в ноябре 1924 года, после Пекинского переворота Фэн Юйсяна. После заключения союза между Фэн Юйсяном и Чжан Цзолинем, Лян Хунчжи встал во главе временного Пекинского правительства. В июне 1927 года на этом посту его сменил Чжан Цзолинь, но в то же время войска Национально-революционной армии вторглись на его территорию. В 1928 году, во время Северного похода, Гоминьданом выдан ордер на арест Ляна как государственного преступника. После того, как Чжан Цзолинь уступил Пекин Чан Кайши, Лян Хунчжи вместе с Дуань Цижуем бежал в Квантунскую область, находящуюся под японским контролем, в Далянь. После Маньчжурского инцидента 1931 года, Лян и Дуань вернулись в Тяньцзинь, а затем в Шанхай. В Шанхае Дуань Цижуй был убит.
После того, как в начале Второй японо-китайской войны в 1937 году, японской императорской армией были заняты северные и восточные провинции Китая, Императорской Ставкой было санкционировано создание коллаборационистских режимов в рамках своей общей стратегии по созданию автономных буферных зон между территориями Китайской Республики и контролируемой Японией Маньчжоу-Го. 28 марта 1938 года Реформированное правительство Китайской Республики со столицей в Нанкине, которое и возглавил Лян Хунчжи. «Реформированное правительство» номинально контролировало провинции Цзянси, Чжэцзян и Аньхой, муниципалитет Нанакин, а 3 мая им было поглощено ещё и правительство «Большого пути» и муниципалитет Шанхай. Несмотря на то, что формально Лян обладал достаточно широкими полномочиями на этой территории, его деятельность полностью контролировалась японскими советниками и консультантами, и была направлена в первую очередь на поддержку и обеспечение японской экспедиционной армии в Китае. Подобный марионеточный режим дискредитировали своего не имеющего реальной власти лидера в глазах местного населения.
30 марта 1940 года Реформаторская правительство, наряду с Временным правительством Китайской Республики были объединены в Центральное правительство Китайской Республики со столицей в Нанкине, возглавляемое Ван Цзинвэем. Ван Цзинвэй ставит во главе нового правительства свои старых соратников, и при новом режиме Лян Хунчжи практически лишается политического веса. Ему назначается пожизненная пенсия (выплачивалась ему до августа 1945 года), а сам он назначается на несколько формальных должностей, в том числе губернатора провинции Цзянсу. После смерти Ван Цзинвэя в ноябре 1944 года президентом становится Чэнь Гунбо, освободив пост спикера Законодательного Юаня. Лян Хунчжи становится новым спикером.
После расформирования центрального правительства и капитуляции Японии Лян бежал и некоторое время ему удавалось скрываться. Спустя 10 месяцев после окончания войны он был арестован в Сучжоу. Осужден за измену и приговорен к смертной казни, расстрелян в Шанхае 9 ноября 1946 года.